# (1351) Uzbekistania
(1351) Uzbekistania – planetoida z pasa głównego asteroid okrążająca Słońce w ciągu 5 lat i 269 dni w średniej odległości 3,2 au. Została odkryta 5 października 1934 roku w Obserwatorium Simejiz na górze Koszka na Półwyspie Krymskim przez Grigorija Nieujmina. Nazwa planetoidy pochodzi od Uzbeckiej Socjalistycznej Republiki Radzieckiej (obecnie Uzbekistan), gdzie odkrywca mieszkał po II wojnie światowej. Przed nadaniem nazwy planetoida nosiła oznaczenie tymczasowe (1351) 1934 TF.